# 遺伝性圧脆弱性ニューロパチー
遺伝性圧脆弱性ニューロパチー（hereditary neuropathy to pressure palsies、HNPP）は常染色体優性遺伝で反復する局所的運動障害を呈する疾患である。

## 原因
PMP22（peripheral myelin protein 22）遺伝子が欠損（PMP22遺伝子が１倍体しか存在しない）ことが原因となことが多い。PMP22のフレームシフト変異などのナンセンス変異でも起こり得る。過去の報告ではおよそ80％以上のHNPPの患者でPMP22の欠損があったとされている。シャルコー・マリー・トゥース病のひとつであるPMP22/CMT1A（PMP22 duplication）ではPMP22の発現量が増加することによって髄鞘形成不全が生じて脱髄性ニューロパチーをきたす。HNPPではPMP22の発現量低下に伴う髄鞘の過形成がみられる。

## 臨床症状
軽度の神経幹の圧迫や外傷で無痛性、反復性、一過性の単神経麻痺を繰り返すのが特徴である。多くの例では小児期や青年期からこのようなエピソードが認められる。特に手根管や肘部管などの生理的絞扼部位において神経障害をおこしやすいといわれている。反復する一過性の単神経麻痺の持続時間は数日から数週間であることが多いが数ヶ月持続することも珍しくはない。多数例の検討ではポリニューロパチーを呈する例があるなど臨床症状に多様性も指摘されている。

## 末梢神経伝導速度検査
末梢神経伝導速度検査では麻痺出現時の運動神経で伝導ブロックが認められる。麻痺が出現していないときも運動神経のMCV、感覚神経のSCVは全体的に低下している。しかし脱髄性ニューロパチーであるPMP22/CMT1A（PMP22 duplication）ほど明らかな低下は認められない。HNPPで認められる伝導速度の低下は非圧迫部位では軽度である。疾患後期にはCMAPの振幅低下も認められる。

## 神経病理学
腓腹神経のトルイジンブルー染色では有髄線維の脱髄や再髄鞘化がみとめられる。ときほぐし像ではトマキュラ(tomacula)とよばれるミエリンのソーセージ状の肥厚がみられる。横断像ではトマキュラに相当する部分が何層にも肥大化したミエリンとなりゼリー・ロール（jelly rolls）とよばれる。トマキュラは抗MAG抗体陽性ニューロパチーやCMT1B、CIDP、タンジール病でも認められることがある。加齢とともに軸索障害を起こすがその機序は不明である。

## 治療
圧迫開放術が行われることがある。